# Digital Negative
Digital Negative (DNG) – otwarty, bezstratny format zapisu cyfrowych negatywów, zawierających nieprzetworzone dane z matrycy cyfrowej (RAW), opracowany przez Adobe Systems. Specyfikację pierwszej wersji opublikowano 27 sierpnia 2004 r.

## Historia
Dotąd zostały opublikowane trzy wersje specyfikacji. Wersja 1.1.0.0 ujrzała światło dzienne w maju 2005 (chociaż była używana już od stycznia 2005), a najnowsza wersja – 1.2.0.0 – została oficjalnie wydana w maju 2008 (chociaż format w tej wersji był używany już od kwietnia 2008).
15 maja 2008 format został zgłoszony do ISO jako propozycja standardu.